# Visita ad limina

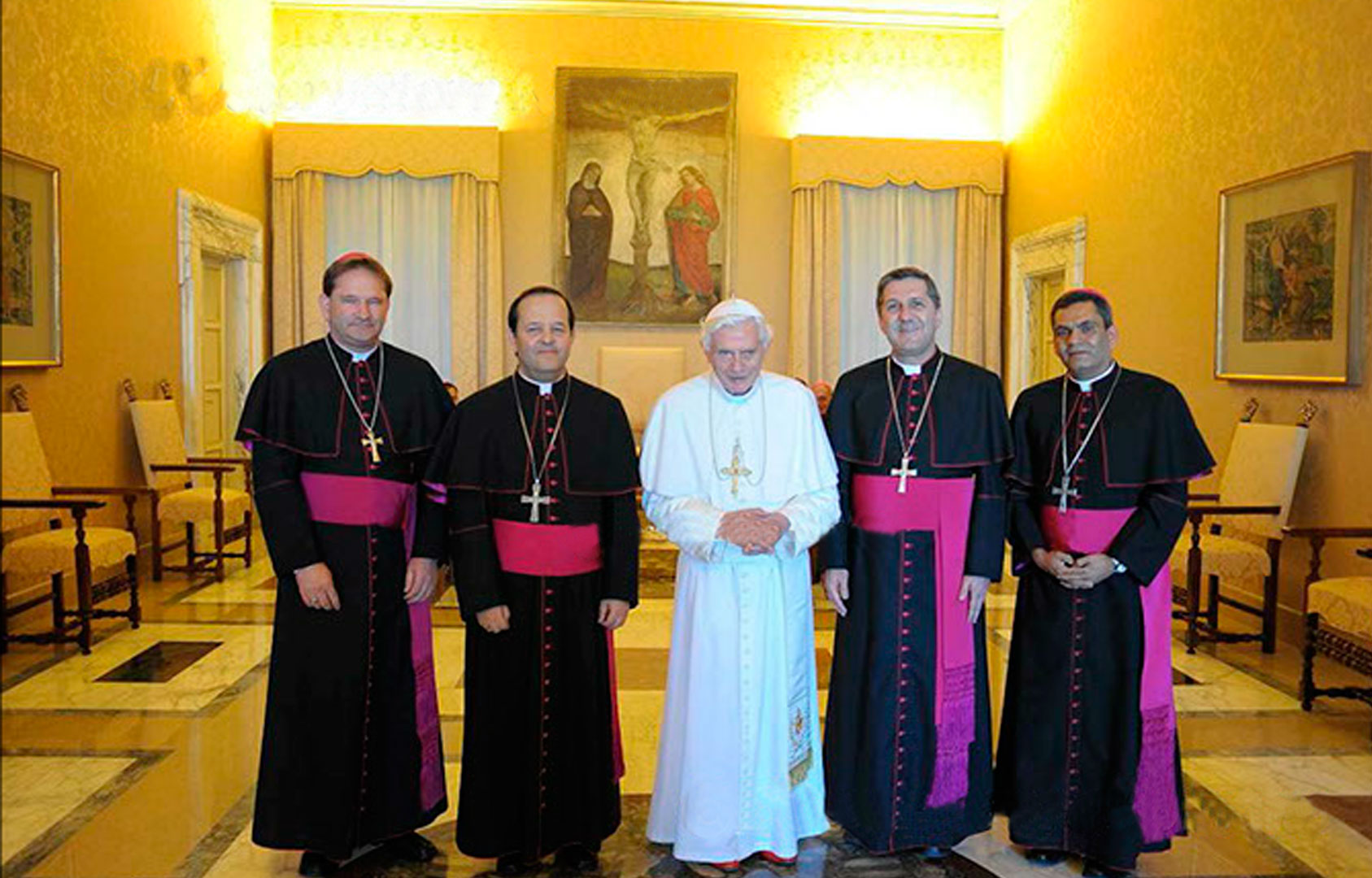
obispos colombianos visitando a benedicto XVI

La visita ad limina apostolorum es la visita que todos los obispos diocesanos deben realizar a "los hogares (templos) de San Pedro y San Pablo" en Roma. El objetivo de la visita no es tan solo visitar la tumba de los apóstoles, sino también el de informar al Papa, cada cierto tiempo, del estado de las diócesis que gobiernan.
Esta visita, que los obispos hacen a Roma cada cinco años, tiene como objeto venerar los sepulcros de los Santos Apóstoles Pedro y Pablo, ser recibidos por el Papa, y presentar la relación quinquenal que se envía con antelación. Salvo legítimo impedimento, lo debe realizar el obispo. En otro caso puede delegar en otra persona cualificada.
Durante esta visita, el obispo debe dar cuenta del estado moral y espiritual de su diócesis y todo lo relacionado con su gobierno. Esta visita puede ser realizada por el obispo titular, el coadjutor, el auxiliar o, con permiso de la Santa Sede, por un párroco. Generalmente la realiza el obispo titular de la diócesis y debe ser hecha, obligatoriamente, cada cinco años. Esta visita está regulada por el Código de Derecho Canónico en los cánones 399 y 400.
Los precedentes históricos que han marcado las distintas fases de implantación de este canon datan de una antigua costumbre inicial de visitas al papa, sin una obligación formal, pasando por los concilios bianuales de las provincias italianas, la insistencia en el cumplimiento de la costumbre de la visita anual de tres obispos sicilianos  del papa León I en el siglo V, que en el siglo VI el papa Gregorio I amplió a quinquenal, el papa San Zacarías, en 743, indicó que los obispos cercanos debía hacer la visita en persona, pasando por diversas fases, hasta que, en 1585, Sixto V emitió la Constitución Romanus Pontifex que constituyó la norma durante más de trescientos años.
La actual norma sobre las visitas ad limina se recoge en el decreto de la Congregación Consistorial, de Pío X, en 1909, que declara que cada obispo debe rendir cuenta al papa sobre el estado de su diócesis una vez cada cinco años.
En la Congregación para los Obispos, en Roma, hay una oficina de coordinación de estas visitas.